# شویرچه (استان اوپوله)
شویرچه (به لهستانی:  Świercze) یک روستا در لهستان است که در گمینا اولسنو (استان اوپوله) واقع شده‌است.